# Florian Becker
Florian Becker (* 1971) ist ein deutscher Rechtswissenschaftler und Hochschullehrer an der Christian-Albrechts-Universität zu Kiel.

## Leben
Becker studierte ab 1990 Rechtswissenschaften an der Universität Bonn. Dort legte er 1995 sein Erstes Juristisches Staatsexamen ab. Anschließend arbeitete er als wissenschaftlicher Mitarbeiter von Joachim Burmeister an dessen Lehrstuhl an der Universität zu Köln. Dort promovierte Becker 1997. Noch im selben Jahr erwarb er den Titel des Master of Laws an der University of Cambridge, wofür ihm diese Universität den Clive Parry Prize (Overseas) for International Law verlieh. Nach seiner Rückkehr nach Deutschland legte Becker 1999 sein Zweites Staatsexamen ab. Danach arbeitete er als wissenschaftlicher Mitarbeiter von Christoph Engel am Max-Planck-Institut zur Erforschung von Gemeinschaftsgütern in Bonn. 2004 habilitierte Becker sich an der Universität Bonn und erhielt die Venia legendi für die Fächer Staats- und Verwaltungsrecht, einschließlich Rechtsvergleichung und Europarecht.
Von 2004 bis 2008 war Becker Professor an der Law School der University of Aberdeen. Seit 2008 hat er den Lehrstuhl für Öffentliches Recht an der Universität Kiel inne. 2013 war er dort an der Gründung des Instituts für Öffentliches Wirtschaftsrecht beteiligt. Außerdem war er von 2014 bis 2016 Dekan der Kieler rechtswissenschaftlichen Fakultät. Einen Ruf an die Universität Münster lehnte Becker 2013 ab.

## Veröffentlichungen (Auswahl)
Beckers Forschungsschwerpunkte liegen insbesondere bei den Grundrechten und dem öffentlichen Wirtschaftsrecht sowie dem vergleichenden und internationalen Öffentlichen Recht.
- Die Vernetzung der Landesbanken. Eine Untersuchung über verfassungsrechtliche Bedingungen und Grenzen der Kapitalisierung und partiellen Übernahme von Landesbanken/Girozentralen sowie der Einrichtung länderübergreifender Institute. Duncker & Humblot, Berlin 1998, ISBN 978-3-428-09224-6 (Dissertation).
- mit Joachim Burmeister: Die Fusion öffentlicher Banken als Akt der Verwaltungsorganisation. Verfassungsrechtliche Vorgaben für die Übertragung und Bewertung einer Anstalt des öffentlichen Rechts. C.F. Müller, Heidelberg 2000, ISBN 978-3-8114-2141-7.
- Kooperative und konsensuale Strukturen in der Normsetzung. Mohr Siebeck, Tübingen 2005, ISBN 978-3-16-148572-5 (Habilitationsschrift).
- mit Sebastian Mock: Finanzmarktstabilisierungsgesetz (FMStG): Kommentar. Heymanns, Köln 2009, ISBN 978-3-452-27068-9.
- mit Mihail Danov und Paul Beaumont (Hrsg.er): Cross-Border EU Competition Law Actions. Hart Publishing, Oxford/Portland 2013, ISBN 978-1-78225-160-6.
- mit Christoph Brüning (Hrsg.er): Lehrbuch Öffentliches Recht in Schleswig-Holstein. C.H. Beck, München 2014, ISBN 978-3-406-63882-4.
- mit Klaus Stern (Hrsg.er): Grundrechte-Kommentar - Die Grundrechte des Grundgesetzes mit ihren europäischen Bezügen. 2. Auflage. Heymanns, Köln 2015, ISBN 978-3-452-28265-1.
- mit Juliane Hilf, Martin Nolte und Dirk Uwer (Hrsg.er): Glücksspielregulierung. Glücksspielstaatsvertrag und Nebengesetze, Kommentar. Heymanns, Köln 2016, ISBN 978-3-452-28697-0.